# جيمس بارني مارش
جيمس بارني مارش (بالإنجليزية: James Barney Marsh)‏ هو مهندس مدني ومهندس أمريكي، ولد في 1856، وتوفي في 1936.